# 美国有线电视新闻网相关争议
本条目收录了美國有線電視新聞網（英語：Cable News Network，CNN）的相关争议事件。

## CNN在美國的爭議

### 與川普相關的爭議
2018年11月CNN與川普總統的矛盾爆發雙方在記者會上互罵，之後记者被吊销白宫通行证，CNN以侵犯“言论自由”、“程序合法”的名义把总统特朗普告到法庭。但11月14日福克斯主持人塔克卡森（Tucker Carlson）舉出諸多證據嘲笑CNN的「雙重標準式言論自由」也就是自己的言論要有絕對自由，但別人則不一定，例如：
- 极右翼电台主播、阴谋论者亚历克斯·琼斯（Alex Jones）長期被CNN對付，並私下警告諸多大企業要是上琼斯節目的廣告就要失去CNN的廣告權，同時可能在新聞節目被報導負面消息，导致琼斯失去大部分赞助商。
- 2017年7月一個網路搞笑圖的作者製作圖片附和川普罵CNN假新聞，之後CNN人肉搜索出該人的真實身分，並威脅不公開道歉就將他個人資料公布在網上。
- 今日俄罗斯（Russia Today）電視台被美国司法部對付時，CNN未發一語，還大談情报部门怀疑RT干预2016年大选，有間接聲援司法部的帶風向行為。[2][3]

塔克卡森諷刺稱不知言論自由是否只適用於CNN而不適用其他人。白宮方面則表示記者通行證是一種優待特權，不是理所當然必須發證的義務，總統能決定特權的給予或不給。
2021年2月12日，CNN引述「不具名」消息人士報導稱，前第一夫人梅拉妮亞·川普對於時任第一夫人吉兒·拜登獲得媒體一致好評，心裡不是滋味、十分眼紅，因而成立個人辦公室一別苗頭。兩日後，梅拉妮亞辦公室對此回應稱，CNN發佈虛假的小道消息，該做法顯示了CNN有「不健康的嗜好」（unhealthy obsession）。
2021年4月11日，CNN報導稱，美國共和黨議員馬特·蓋茨面對性販運指控的聯邦調查後，試圖在海湖莊園與前總統川普會面但被拒絕。當晚，蓋茨在Twitter上表示CNN的報導是徹頭徹尾的謊言，自己並未尋求與川普會面。4月12日，川普對此聲明表示：「假新聞CNN，其依賴一切匿名消息來源、很可能捏造了整件事情，寫了一個非常不誠實的報導，聲稱國會議員馬特·蓋茨要求在佛羅里達州棕櫚灘的海湖莊園與我會面，但遭到拒絕。這完全是假的。」同日，川普的助手也在Twitter上表示：「這則CNN報導完全是假新聞。從來沒有這樣的日程安排或會面要求，因此也不可能被拒絕。注意，這篇報導的有記錄在案的消息來源為零，簡直是捏造的。我們要求全面撤稿。」
2021年4月13日，美國极右派調查媒體真相工程發表其臥底記者與一名CNN網路技術總監的密錄談話影片，揭露了CNN在美國前總統川普任職期間從事趕川普下台、協助拜登上位的編輯台內幕，包括編造假新聞誹謗川普。在影片中，该名总监以自誇的口吻把川普下台一事歸功於CNN，稱「我百分之百地說、百分之百地相信，若不是因為CNN，我不知道川普會得到這樣的結果」。该名总监承認CNN編造了一個質疑川普健康狀況的報導，「我們請來很多醫務人員，讓他們講一個完全基於揣測的故事，稱川普的神經系統受到損傷，而且他的神經正在衰退，他不適合（繼續當總統）。」「我們創作了一個連我們自己都一無所知的故事。」

## CNN涉及中國的争议

### 2008年西藏骚乱
在2008年西藏騷亂中，中华人民共和国政府、中国官方宣传机构CCTV與部分網友指責CNN“采用裁剪照片”，虚构新闻的造假手法编辑其网站内容，部分中國民眾對CNN進行了抵制和反击，其中包括中國網友建立的网站Anti-CNN。其后，因部分中国網友抵触心理强烈，在中国的網路上逐渐开始流行「做人別太CNN」的流行用語，及其同名反CNN歌曲《做人別太CNN》，尽管早已有说法“做人不能太CCTV”。CNN記者則表示，裁剪照片是因為技術上無法同時將左右兩邊包括進去。

### 主持人發表涉中国爭議言論
2008年4月9日，CNN在转播北京奥运火炬在旧金山传递时，主持人卡弗蒂曾发表涉及中國爭議的言論，据中国大陆媒体的翻译理解，指“中國產品是垃圾”（原文为"junk"，意为废物、垃圾、劣质次品），及指過去五十年裡他們（原文为"They"）基本上一直是一帮暴民和匪徒（原文为"goons and thugs"）。2008年4月15日，中华人民共和国外交部发言人姜瑜就CNN主持人涉華爭議言論，表示“震惊和强烈谴责”，要求CNN和其節目主持卡弗蒂本人收回其言论，並向華人道歉。CNN表示，卡弗蒂所说的「一群無賴和暴徒」指的是中华人民共和国政府，而非中國人民，不過此消息發佈後，中华人民共和国政府表示不承認此道歉，再次要求卡弗蒂收回相关言论并向全体中国人民道歉。
2008年4月19日，数千民众在洛杉矶的CNN大楼门前集会抗议卡弗蒂以及CNN对中国爭議言論报导及评论。同日，在亚特兰大的CNN总部门前也有较小规模的抗议。
2008年5月15日，中國外交部發言人秦剛称，美國有線電視新聞網（CNN）總裁致函中國駐美國大使，正式就“辱华言论”向中國人民道歉。

### 2013年天安门撞桥事件
2013年10月28日，中国北京天安门广场发生吉普车冲撞金水桥事件，该事件之后被中国警方称为“重大事件”，并称其为北京地区发生的首宗“恐怖袭击事件”。CNN等媒体质疑中方对事件定性，批评中国的民族宗教政策，对涉案者表示同情。随后，中国外交部发言人洪磊称，CNN的有关言论是“对恐怖分子的纵容”，并称美国反对在反恐问题上实行“双重标准”。部分中国网民亦对CNN的有关言论表示不满。

### 2019年英国货车惨案相关报道
2019年10月23日，英国警方在埃塞克斯郡某工业园一辆货车货柜内发现39具尸体，生命损失之惨重震惊国际社会。
在英国警方未确认死者国籍信息前，北京时间10月25日下午的中国外交部例行记者会上，CNN驻华记者大卫·卡尔弗（David Culver）向外交部发言人华春莹提问时称：
|  | 本月初中方举行了国庆相关活动。但中国公民却通过这种极端危险的方式离开中国，他们是出于何种动机？ |

华春莹在表达对死者同情的同时，严厉批评CNN记者先入为主的认定死难者为中国人，质疑其提问出发点有问题，并指这反映出其思想深处或者美国一些媒体的问题，反呛该记者此举究竟是希望得到什么答案。
CNN记者这样向外交部发言人华春莹提问：
|  | 你之前提到，为庆祝中国过去70年取得的巨大成就和进步，10月上旬，中方举行了国庆相关活动。但中国公民却通过这种极端危险的方式离开中国，他们是出于何种动机？外界应该如何理解？ |

针对CNN记者对外交部发言人华春莹的提问，她这样回复：
|  | 你是CNN的吧？我觉得你提这个问题很不合时宜，而且你提这个问题其实对CNN没有得分。我觉得在目前情况下，我们每个人都为这39个逝去的生命感到悲哀。我们也在想，到底发生了什么？我们希望世界各国能够加强合作，打击非法偷渡或者非法移民问题，对不对？我觉得当务之急是要查清事实真相，要想办法解决此类问题。你刚才先入为主，设定遇难者就是中国人，而且把这个案件和我们庆祝新中国成立70周年联系在一起，这个出发点是很有问题的，反映出你思想深处或者说你代表的美国一些媒体的问题。你到底希望得到什么样的答案呢？CNN带着偏见报道世界早就不是新闻了，我们已经不是be the first to know（成为第一个知道的人）了。 |

央視網表示，CNN記者的提問有差異，用心極其險惡。對一起39人遇難的事件缺乏基本的同情心，沒有任何求證的意思，也沒有表達任何遺憾或悲憫之意，而是一上來就對這起悲劇發出咄咄逼人的「靈魂追問」，不管遇難者最終是否為中國人，這種「鐵證在握」式的充斥意識形態攻擊性的提問方式，既不專業，也明顯違背了基本的新聞倫理。將39人移民與中國國慶相勾連，絕對是煞費苦心，應該是熬更守夜後的成果。兩者相去萬里之遙，除了桂冠詩人，只有CNN記者能夠有如此豐富的想象力將兩者聯想在一起。至於將兩者掛鈎是想要達成何種隱喻，恐怕只有CNN自己知道，所以華春瑩才說：「反映出你思想深處或者說你代表的美國一些媒體的問題。你到底希望得到什麼樣的答案呢？」39人他鄉遇難，活生生的生命以這樣一種窒息的方式告別人間，不少還是花樣年華，天若有情天亦老。但這些生命在CNN記者看來，只是兩個數字，一個3，一個9，不僅如此，他還能以絕頂的冷酷，將這39條性命當成政治道具，用以質問質疑中國之成就，這種荒謬、冷漠把某些人披掛多年的「人權」「人性」「普世價值」拋到了爪哇島。
值得关注的是，在卡尔弗提出该问题前，CNN声称中国掐断了其关于“39名中国人死于英国货车”的直播报道，疑似暗示中国当局封锁信息。但实际上该事故在中国互联网上已然获得大量关注，多个关键词登上社交媒体微博的热搜榜。因此环球网批评CNN通过谎言塑造一个政府消极形象的行径。
《南方日报》29日的一篇评论称，CNN“就是在吃人血馒头”。2019年11月7日，英国警方正式发文表示确认所有死者均为越南人，且已经完成了身份识别。

### 「中国代表团」未为泽连斯基鼓掌
当地时间2022年5月23日上午，世界经济论坛在瑞士达沃斯召开，邀请乌克兰总统泽连斯基以视频的方式发表了一场演说。演讲结束后，CNN主播约翰·伯曼（John Berman）在5月25日的新闻直播中引述美国共和党众议员麥克·麥克考（Michael McCaul）的个人访谈和播放现场外交官的视频片段。麦考尔向CNN表示，他在2天前目睹“中国代表团”在泽连斯基讲话结束后拒绝鼓掌，还迅速离场。中国方面随着驳斥CNN的报导和麦考尔的言论，表示中国代表团当时正与国际能源署署长会谈，并不在场。中国媒体分析发现，所谓的中国代表为越南代表团成员。中方言论经由中国《环球时报》英文版传达。CNN于5月26日向《环球时报》发送一份电子邮件，承认对视频播出的错误感到遗憾，同时以向麦考尔的办公室进行确认。